# STK32A
STK32A (англ. Serine/threonine kinase 32A) – білок, який кодується однойменним геном, розташованим у людей на 5-й хромосомі. Довжина поліпептидного ланцюга білка становить 396 амінокислот, а молекулярна маса — 46 369.
| 10         |  | 20         |  | 30         |  | 40         |  | 50         |
| ---------- |  | ---------- |  | ---------- |  | ---------- |  | ---------- |
| MGANTSRKPP |  | VFDENEDVNF |  | DHFEILRAIG |  | KGSFGKVCIV |  | QKNDTKKMYA |
| MKYMNKQKCV |  | ERNEVRNVFK |  | ELQIMQGLEH |  | PFLVNLWYSF |  | QDEEDMFMVV |
| DLLLGGDLRY |  | HLQQNVHFKE |  | ETVKLFICEL |  | VMALDYLQNQ |  | RIIHRDMKPD |
| NILLDEHGHV |  | HITDFNIAAM |  | LPRETQITTM |  | AGTKPYMAPE |  | MFSSRKGAGY |
| SFAVDWWSLG |  | VTAYELLRGR |  | RPYHIRSSTS |  | SKEIVHTFET |  | TVVTYPSAWS |
| QEMVSLLKKL |  | LEPNPDQRFS |  | QLSDVQNFPY |  | MNDINWDAVF |  | QKRLIPGFIP |
| NKGRLNCDPT |  | FELEEMILES |  | KPLHKKKKRL |  | AKKEKDMRKC |  | DSSQTCLLQE |
| HLDSVQKEFI |  | IFNREKVNRD |  | FNKRQPNLAL |  | EQTKDPQGED |  | GQNNNL     |

A: Аланін

C: Цистеїн

D: Аспарагінова кислота

E: Глутамінова кислота

F: Фенілаланін

G: Гліцин

H: Гістидин

I: Ізолейцин

K: Лізин

L: Лейцин

M: Метіонін

N: Аспарагін

P: Пролін

Q: Глутамін

R: Аргінін

S: Серин

T: Треонін

V: Валін

W: Триптофан

Кодований геном білок за функціями належить до трансфераз, кіназ, серин/треонінових протеїнкіназ. 
Задіяний у такому біологічному процесі, як альтернативний сплайсинг. 
Білок має сайт для зв'язування з АТФ, нуклеотидами, іонами металів, іоном магнію. 
Локалізований у клітинній мембрані, мембрані.